# Saint-Lupicin
Saint-Lupicin korábbi község (település) Franciaországban, Jura megyében. 2017. január 1-jén Cuttura községgel egyesült és Coteaux du Lizon új község része lett. 
Lakosainak száma 2001 fő (2018. január 1.). Saint-Lupicin Moirans-en-Montagne, Cuttura, Lavans-lès-Saint-Claude, Ponthoux, Ravilloles és Villards-d’Héria községekkel határos.

## Népesség
A település népessége az elmúlt években az alábbi módon változott:
| Lakosok száma | 2091 | 2056 | 2462 | 2073 | 2001 |
|               | 2013 | 2015 | 2016 | 2017 | 2018 |